# 真家英嵩
真家 英嵩（まいえ ひでたか、2003年7月28日 - ）は、千葉県松戸市出身のプロサッカー選手。Jリーグ・FC琉球所属。ポジションはフォワード。

## 来歴
柏レイソルの下部組織出身で2021年10月6日、2022年からのトップチーム昇格が内定したことを発表した。2022年2月23日、YBCルヴァンカップGS第1節・京都サンガF.C.戦でプロ初出場し、プロ初ゴールも決めた。同年2月27日、J1リーグ第2節・横浜F・マリノス戦で途中出場し、Jリーグ初出場した。
2023年6月7日、天皇杯2回戦・山梨学院大学PEGASUS戦でプロ初ハットトリックを達成し、チームの勝利に貢献した。
2024年8月27日、FC琉球に育成型期限付き移籍が発表されると、同年12月28日には2025年シーズンも同様に育成型期限付き移籍になることが発表された。

## 所属クラブ
- ラビットキッカーズ（松戸市立松ケ丘小学校）
- 柏レイソルU-12（松戸市立松ケ丘小学校）
- 2016年 - 2018年 柏レイソルU-15（松戸市立第六中学校）
- 2019年 - 2021年 柏レイソルU-18（日本体育大学柏高等学校）
- 2022年 -  柏レイソル
  - 2024年8月 -  FC琉球（育成型期限付き移籍）

## 個人成績
| 国内大会個人成績 | 国内大会個人成績 | 国内大会個人成績 | 国内大会個人成績 | 国内大会個人成績 | 国内大会個人成績 | 国内大会個人成績 | 国内大会個人成績 | 国内大会個人成績 | 国内大会個人成績 | 国内大会個人成績 | 国内大会個人成績 |
| 年度             | クラブ           | 背番号           | リーグ           | リーグ戦         | リーグ戦         | リーグ杯         | リーグ杯         | オープン杯       | オープン杯       | 期間通算         | 期間通算         |
| 年度             | クラブ           | 背番号           | リーグ           | 出場             | 得点             | 出場             | 得点             | 出場             | 得点             | 出場             | 得点             |
| 日本             | 日本             | 日本             | 日本             | リーグ戦         | リーグ戦         | リーグ杯         | リーグ杯         | 天皇杯           | 天皇杯           | 期間通算         | 期間通算         |
| ---------------- | ---------------- | ---------------- | ---------------- | ---------------- | ---------------- | ---------------- | ---------------- | ---------------- | ---------------- | ---------------- | ---------------- |
| 2022             | 柏               | 35               | J1               | 5                | 0                | 1                | 1                | 2                | 0                | 8                | 1                |
| 2023             | 柏               | 35               | J1               | 2                | 0                | 3                | 0                | 2                | 5                | 7                | 5                |
| 2024             | 柏               | 35               | J1               | 0                | 0                | 0                | 0                | 0                | 0                | 0                | 0                |
| 2024             | 琉球             | 25               | J3               | 4                | 0                | -                | -                | -                | -                | 4                | 0                |
| 2025             | 琉球             | 25               | J3               |                  |                  |                  |                  |                  |                  |                  |                  |
| 通算             | 日本             | 日本             | J1               | 7                | 0                | 4                | 1                | 4                | 5                | 15               | 6                |
| 通算             | 日本             | 日本             | J3               | 4                | 0                | -                | -                | -                | -                | 4                | 0                |
| 総通算           | 総通算           | 総通算           | 総通算           | 11               | 0                | 4                | 1                | 4                | 5                | 19               | 6                |

出場歴
- Jリーグ初出場 - 2022年2月27日 J1第2節

横浜F・マリノス戦 (三協フロンテア柏スタジアム)

## 代表歴
- 2018年 U-15日本代表
- 2020年 U-17日本代表
- 2021年 U-18日本代表
- 2022年 U-19日本代表

## タイトル

### 個人
- メニコンカップ2018 日本クラブユースサッカー東西対抗戦大会 敢闘賞[8]